# Хана Сенеш
Хана Сенеш (хебр. חנה סנש, мађ. Hanna Szenes; Будимпешта, 17. јул 1921 — Будимпешта, 7. новембар 1944) је била јеврејска песникиња и падобранац која је учествовала у анти-нацистичком отпору током Другог светског рата. Она је национални херој у Израелу.
Рођена је у Мађарској и емигрирала током британског мандата у Палестини у јесен 1939. Студирала је на пољопривредној школи и живела у кибуцу. Плашила се за своју мајку која је остала у Будимпешти и због тога је одлучила да се врати у Мађарску. Она је уписана у специјалним мисијама падобранаца и обучена од стране британске војске. Касније у марту 1944. се спустила падобраном у Југославију. Циљ њене мисије био је да помогне савезничким пилотима, европским Јеврејима и анти-нацистичкогом отпору.
После неколико месеци проведених са југословенским партизанима, прешла је мађарску границу. Убрзо је ухваћена и мучена због њеног радио предајника. У октобру 1944, осуђена је за покушај велеиздаје, а месец дана касније погубљена. После рата, њени остаци су пренесени из Будимпеште у Израел, где је сахрањена у Гора Херцл, Јерусалиму. Њен дневник и песме објављени су после рата.